# Quaix-en-Chartreuse
Quaix-en-Chartreuse település Franciaországban, Isère megyében. Lakosainak száma 926 fő (2022. január 1.). Quaix-en-Chartreuse Saint-Martin-le-Vinoux, Le Sappey-en-Chartreuse, Sarcenas, La Tronche, Corenc, Proveysieux és Saint-Égrève községekkel határos.

## Népesség
A település népességének változása:
| Lakosok száma | 306  | 415  | 608  | 868  | 918  | 906  | 893  | 897  | 901  | 926  |
|               | 1968 | 1982 | 1990 | 2006 | 2013 | 2015 | 2017 | 2019 | 2020 | 2022 |